# Llentes
El Llentes és un mas al nord del terme de les Llosses (al Ripollès) situat al capdamunt del Rec de Llentes, afluent per l'esquerra de la Riera de Merlès. La casa es troba a la solana de la serra, al cantó oriental dels Rasos de Tubau. L'edifici central i residencial és voltat per edificacions secundàries: corts, pallisses i cananes, presidint el punt central l'era de batre. L'estructura és feta amb murs de pedra, obertures petites cap a migdia, forjats de fusta i guix, coberta a dues vessants amb teula àrab.